# تاتيانا دزياهيليفا
تاتيانا دياغيليفا ، والمعروفة باسم تانيا دزياهيليفا (بيلاروسية: :аццяна (Таня) Дзягілева ، الروسية: Татьяна (Таня) Дягилева ؛ ولدت في 4 يونيو 1991 في فيتيبسك، ) عارضة أزياء مصور فوتوغرافي بيلاروسية.

## روابط خارجية
- تاتيانا دزياهيليفا على موقع دليل عارضات الأزياء (الإنجليزية)